# Hauk Erlendsøn Åbel
Hauk Erlendsøn Åbel (født 1869 i Søndfjord, død 12. december 1961 i Oslo) var en norsk skuespiller. Han var en af samtidens betydeligste norske komiske skuespillere.

## Biografi
Hauk debuterede på Kria Teateri Oslo i 1897 i Rationelt Fjøsstel og vakte straks opmærksomhed ved en pludselig komik i minespil og betoninger, som var af betydelig karakteriserende virkning. I Snilds Rolle i Gustav Wieds Erotik på Sekondteatret i 1899 kom hans komiske talent til friere udfoldelse, og han har senere, på Nationaltheatret (1900-1904), Centralteatret (1904-1907), Fahlstrom's Teater (1907-1911) og Nationaltheatret (fra 1911) fastslået sin stilling som for tiden en af Norges første komiske skuespillere. I en række farce- og operetteroller har han, udfoldet et elskværdigt humør, som var meget nøje knyttet til specielt østlandsk norsk udtrykssæt. Udmærket karakteriserede folkelige figurer har han givet i Ola Lia, Baldevin's Bryllup og Geijerstams Folkekomedier. Han optrådte desuden i klassiske komedier som Oldfux i Den Stundesløse.